# Habromys
Habromys is een geslacht van knaagdieren uit de Neotominae die voorkomt van Hidalgo (Mexico) tot Guatemala en noordelijk El Salvador. Er zijn zeven soorten, maar H. ixtlani werd tot 2002 als een ondersoort van H. lophurus beschouwd en twee andere soorten zijn pas in de 21e eeuw beschreven.

## Soorten
Het geslacht omvat de volgende soorten:
- Habromys chinanteco (Oaxaca)
- Habromys delicatulus (Mexico (staat))
- Habromys ixtlani (Oaxaca)
- Habromys lepturus (Oaxaca)
- Habromys lophurus (Chiapas tot Guatemala en El Salvador)
- Habromys schmidlyi (Guerrero en Mexico (staat))
- Habromys simulatus (Hidalgo tot Oaxaca)